# Pierre Leroux

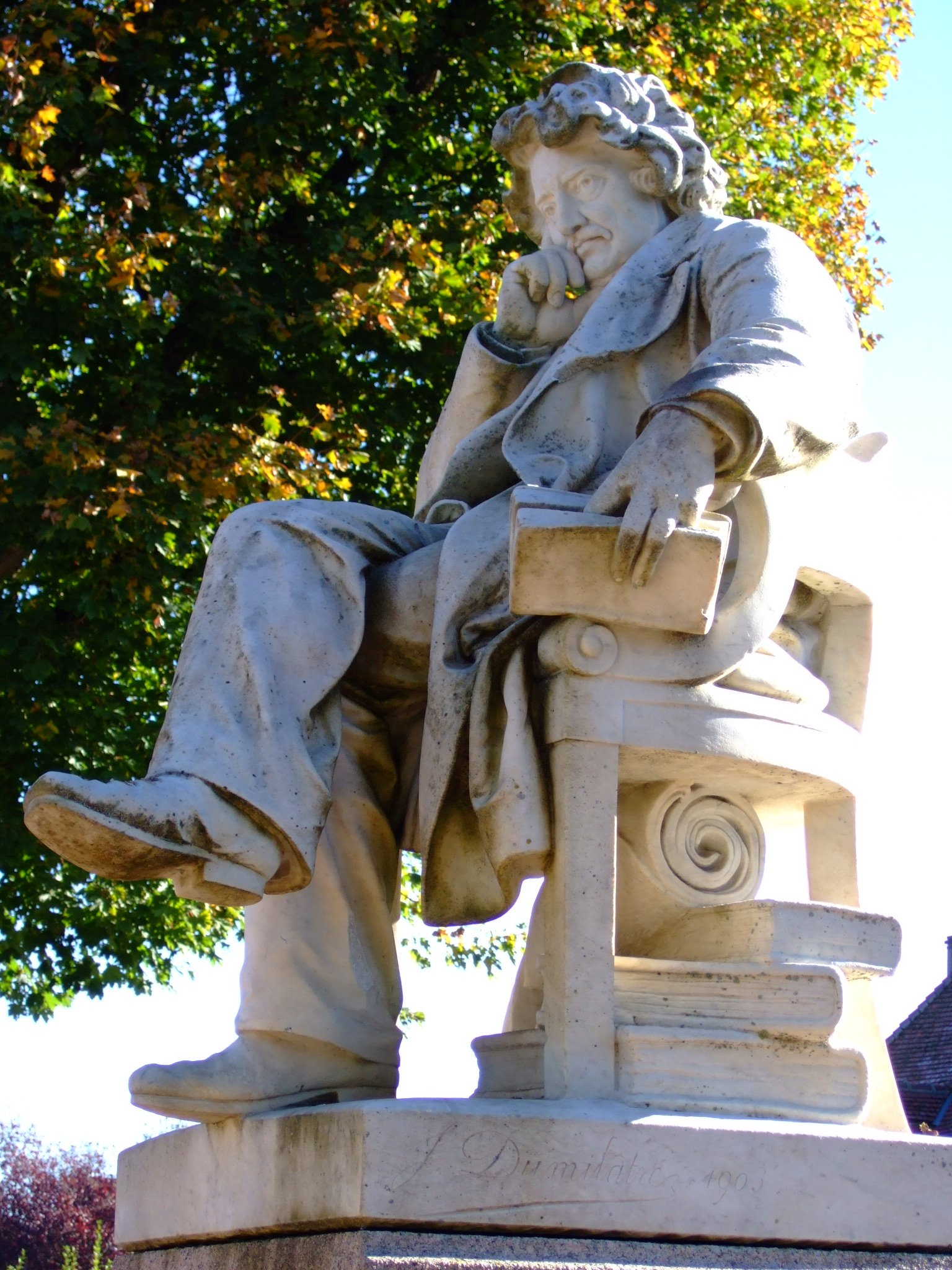
Denkmal in Boussac

Pierre Henri Leroux (* 17. April 1797 in Berri bei Paris; † 11. April 1871 in Paris) war französischer Philosoph und Sozialist.

## Leben
Pierre Leroux erlernte die Buchdruckerei, wurde dann Journalist und Anhänger Henri de Saint-Simons und gründete 1824 das Journal Le Globe, welches 1831 das Organ der Saint-Simonisten wurde. Als Barthélemy Prosper Enfantin Führer derselben wurde, trennte er sich von der Schule und versuchte ein neues sozialistisches System aufzustellen.
Nach einigen Artikeln in der von ihm mit Jean Reynaud herausgegebenen Encyclopédie nouvelle (1841, 8 Bde.) veröffentlichte er zu diesem Zweck De l’égalité (1838), Réfutation de l’éclecticisme (1839), De l’humanité (1840, 2 Bde.; 2. Aufl. 1845) etc.
Das darin entwickelte System ist eine konfuse Reproduktion pythagoreischer und buddhistischer Lehren, vermischt mit Saint-Simonistischen Ideen. 1841 gründete er mit George Sand die sozialistische Revue indépendante.
1846 erhielt er die Konzession als Buchdrucker, organisierte und leitete dann in Boussac (Creuse) eine sozialistisch-genossenschaftliche Buchdruckerei, gab zwei neue Journale (L’Éclaireur und Revue sociale) heraus und schrieb eine Reihe von Broschüren.
Nach dem Ausbruch der Februarrevolution 1848 proklamierte er in Boussac die Republik und wurde am 25. Februar Maire des Ortes. Später in die konstituierende und in die legislative Versammlung gewählt, schloss er sich der radikalen Partei an, deren Hauptredner er war.
1848 erschienen von ihm verschiedene kleine sozialistische Schriften, unter andern über den Normalarbeitstag, die Organisation der nationalen Arbeit, die Plutokratie, Malthus etc. Er beteiligte sich auch an dem demokratischen Journal La République.
Nach dem Staatsstreich (1852) verbannt, lebte er zuerst längere Zeit mit seiner Familie auf Jersey und veröffentlichte von dort die sozialphilosophische Dichtung La Grève de Samarez. Später lebte er meist in Lausanne. Nach der Amnestie von 1869 kehrte er nach Frankreich zurück und starb am 11. April 1871 in Paris. Die Amnestie von 1860 hatte er zurückgewiesen.
Leroux setzte die Juden mit dem Kapitalismus gleich und befürwortete ihre Deportation  nach Asien.
Heinrich Heine bezeichnete ihn als „den ersten Kirchenvater des Communismus“.